# Ordem da Arca Dourada
A Excelentíssima Ordem da Arca Dourada (em neerlandês:  Orde van de Gouden Ark) é uma ordem de mérito neerlandesa estabelecida em 1971 pelo Príncipe Bernardo de Lipa-Biesterfeld. A honraria é concedida a indivíduos neerlandeses e estrangeiros por grandes contribuições para a conservação da natureza. Embora não seja concedida pelo Governo dos Países Baixos, a ordem é reconhecida como uma ordem cavalheiresca. Desde a sua criação, mais de 300 pessoas foram reconhecidas pelo prêmio. Agora que o príncipe Bernhard morreu, o futuro da ordem é incerto.

## Destinatários notáveis
- Ranjit Bhargava[3]
- Carlos Gustavo da Suécia
- Gerald Durrell[4]
- Silvia Earle[5]
- Valéria Taylor[6]
- Tony Fitzjohn[7]
- Zafar Futehally[8]
- Jane Goodall[9]
- Gyanendra do Nepal
- Roger Tory Peterson[10]
- Príncipe Philip, duque de Edimburgo[1] (premiado em 1971)
- Ian Player
- Suman Sahai[11]
- Ravindra Kumar Sinha[12]
- Marc van Roosmalen[13]
- Lyall Watson[14]
- Delia Owens[15]
- Mobutu Sese Seko (premiado em 1973)